# علم بلغاريا

علم بلغاريا

علم الأقلية الإثنية البلغارية في جمهورية يوغوسلافيا الاشتراكية الاتحادية

اعتمد علم بلغاريا الحالي في عام 1878 بعد الحرب الروسية العثمانية حيث نالت بلغاريا استقلالها عن الدولة العثمانية بدعم وتمويل مباشر من روسيا، ويتكون من ثلاثة ألوان موضوعة بشكل أفقي وهي الأبيض والأخضر والأحمر، والعلم البلغاري مستوحى من العلم الروسي ولكن باستبدال الشريط الأزرق بالشريط الأخضر.

## معنى ألوان العلم
- الأبيض: يرمز إلى نهر الدانوب.

- الأخضر: يرمز إلى الحرية.

- الأحمر: يرمز إلى دماء البلغار.